# Międzynarodowe Mistrzostwa w Biegach Przełajowych 1971
58. Międzynarodowe mistrzostwa w biegach przełajowych – zawody lekkoatletyczne, które odbyły się 20 marca 1971 roku w San Sebastián w Hiszpanii.

## Rezultaty

### Seniorzy
Bieg rozegrano na dystansie 12,1 kilometra.

#### Indywidualnie
| Medal  | Zawodnik      | Czas        |
| Złoto  | David Bedford | 38:42,8 min |
| Srebro | Trevor Wright | 39:05,2 min |
| Brąz   | Eddie Gray    | 39:11,6 min |

#### Drużynowo
Do punktacji drużynowej liczyła się suma miejsc sześciu najlepszych zawodników każdej reprezentacji. 
| Medal  | Zawodnicy | Czas    |
| Złoto  | Anglia · David Bedford (1.) · Trevor Wright (2.) · Peter Standing (5.) · Tony Simmons (15.) · Frank Briscoe (16.) · Andy Holden (17.)                   | 56 pkt  |
| Srebro | Belgia · Gaston Roelants (12.) · René Goris (14.) · Willy Polleunis (22.) · Karel Lismont (23.) · Eddy van Butsele (51.) · Paul Thijs (25.)             | 176 pkt |
| Brąz   | Francja · Noël Tijou (7.) · Lucien Rault (13.) · Antoine Borowski (33.) · Michel Bernard (34.) · Jean-Yves Le Flohic (35.) · Jean-Pierre Dufresne (64.) | 186 pkt |

### Juniorzy
Bieg rozegrano na dystansie 7 kilometrów.

#### Indywidualnie
| Medal  | Zawodnik    | Czas        |
| Złoto  | Nick Rose   | 23:12,4 min |
| Srebro | Ray Smedley | 23:17,4 min |
| Brąz   | Jim Brown   | 24:02 min   |

#### Drużynowo
Do punktacji drużynowej liczyła się suma miejsc trzech najlepszych zawodników każdej reprezentacji.
| Medal  | Zawodnicy                                                                | Punkty |
| Złoto  | Anglia · Nick Rose (1.) · Ray Smedley (2.) · Steve Kenyon (4.)           | 7 pkt  |
| Srebro | Szkocja · Jim Brown (3.) · Ian Gilmour (13.) · Ron MacDonald (14.)       | 30 pkt |
| Brąz   | Włochy · Franco Fava (6.) · Aldo Tomasini (8.) · Vincenzo Lavini (25.) · | 39 pkt |

### Kobiety
Bieg rozegrano na dystansie 3,5 kilometra.

#### Indywidualnie
| Medal  | Zawodniczka     | Czas        |
| Złoto  | Doris Brown     | 11:08.4 min |
| Srebro | Berny Lenferink | 11:21,2 min |
| Brąz   | Joyce Smith     | 11:23,2 min |

#### Drużynowo
Do punktacji drużynowej liczyła się suma miejsc czterech najlepszych zawodniczek każdej reprezentacji.
| Medal  | Zawodniczki                                                                                           | Punkty |
| Złoto  | Anglia · Joyce Smith (3.) · Angela Lovell (4.) · Rita Ridley (10.) · Sheila Carey (12.)               | 29 pkt |
| Srebro | Nowa Zelandia · Valerie Robinson (7.) · Bev Shingles (8.) · Irene Miller (9.) · Heather Thomson (18.) | 42 pkt |
| Brąz   | Stany Zjednoczone · Doris Brown (1.) · Janet Bristol (5.) · Beth Bonner (11.) · Trina Hosmer (34.)    | 51 pkt |